# Adriana Sophia van Raesfelt

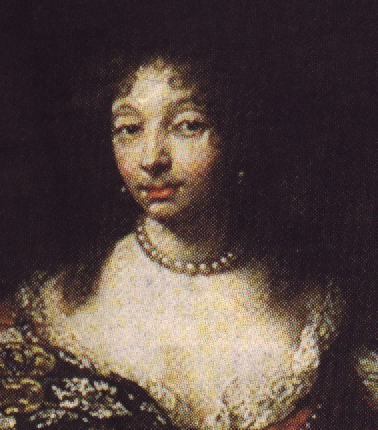
Portret van Adriana Sophia van Raesfelt

Adriana Sophia van Raesfelt (1650 - Delden, 30 augustus 1694) was een Twents edelvrouwe en de tweede vrouwe van Twickel. Zij was de dochter van Adolf Hendrik van Raesfelt, heer  van Twickel  en drost van Twente. Op 19 mei 1676 trouwde ze met Jacob II van Wassenaer Obdam. Omdat Adriana Sophia van Raesfelt erfdochter van Twickel was, kwam het landgoed met kasteel door het huwelijk in handen van de familie van Wassenaer Obdam. Uit het huwelijk zijn de volgende kinderen bekend:
- Jacob Adolf, (Den Haag, 1677-), jong overleden
- Agnes Anna Theodora (1678-1746) in 1704 gehuwd met Johann Diederick von der Reck, heer van Horst
- Amadea Isabella (1681-1750)
- Johan Hendrik van Wassenaer Obdam, (Den Haag, 1683-1745), ongehuwd
- Adriaan Gustaaf Frederik (Delden, 1684-), jong overleden
- Diederik Adriaan Carel (Delden, 1687-), jong overleden
- Isabella (1689-1740) huwde in 1723 met Guido Pape, markies van St. Auban
- Unico Wilhelm van Wassenaer Obdam (Delden, 1692-1766) in 1723 gehuwd met Dodonea Lucia van Goslinga

Vier van haar kinderen zijn geboren op kasteel Twickel, wat uitzonderlijk was voor die tijd waarin geboortes plaatsvonden in het ouderlijk huis van de moeder. De ouders Raesfelt woonden in de winter Den Haag en in de zomermaanden op Twickel. Het zou 323 jaar duren voor er weer een kind geboren werd op het kasteel.